# Зелёная партия Луизианы
Зелёная партия Луизианы — политическая партия штата Луизины, является отделением Зелёной партии США.

## История
Партия была основана во время двухдневного съезда 31 августа и 1 сентября 2002 года в Новом Орлеане. Партия была официально зарегистрирована штатом Луизиана 8 августа 2005 года.

## Кандидаты
В 2001 году бывший член партии «Черные Пантеры» и общественный деятель Малик Рахим баллотировался в городской совет Нового Орлеана. Его предвыборная программа была основана на реформе уголовного правосудия, прав трудящихся и жилищных вопросов. Хотя Рахим и не получил место в избирательном бюллетене, но его кандидатура была поддержана зарождающейся зелёной партией.
В 2003 году партия выдвинула трех кандидатов. Джейсон Невилл баллотировался в Сенат штата Луизиана по округу Аллен, заняв третье место с 1528 голосами. Дэн Томпсон баллотировался в Палату представителей штата Луизиана по округу Танджипахоа и набрал 1,152 (8 %) голосов, заняв четвёртое место. Лес Эвенчик также баллотировался в Палату представителей в округе Сент-Джеймс и набрал 754 голоса.
В 2008 году Малик Рахим был кандидатом от партии во 2-й округ Конгресса Луизианы. Его кампания обещания обеспечить соблюдение закона Дэвиса-Бэкона, открытие новой больницы в Новом Орлеане и защиту водно-болотных угодий . Он занял третье место из четырёх с 1883 голосами (2,82 %).
В 2013 году были проведены выборы в 5-й округ Конгресса Луизианы, и Элиот Бэррон баллотировался в него, заняв 12-е место из 14 с 492 голосами (0,5 %) . Баррон снова баллотировался на тот же пост в 2014 году, заняв 9-е (последнее) место с 1655 голосами (0,69 %).
В 2015 году Адриан Джаттнер баллотировался на пост Комиссара сельского хозяйства и лесного хозяйства Луизианы. Он провел малобюджетную кампанию, которая подчеркивала преимущества легализации марихуаны и защиты медоносных пчел. Хотя он занял четвёртое место, набрав 36 180 голосов (3,5 %), но это стало самым лучшим результатом партии Зеленых в Луизиане на сегодняшний день, по общему количеству голосов или по проценту.
В 2016 году Баррон снова баллотировался в Конгресс, на этот раз в 1-й округ Луизианы; он занял 6-е место из 7 с 6 717 голосами (2,1 %).
В 2018 году Морган Мосс-младший баллотировался на пост мэра Рейвилла и занял второе место из трех с 219 голосами или 37 %.

## Результаты голосования за кандидатов в президенты
| Год  | Кандидат         | Голоса          |
| ---- | ---------------- | --------------- |
| 1996 | Нейдер, Ральф    | 4,719 (0.26 %)  |
| 2000 | Нейдер, Ральф    | 20,473 (1.16 %) |
| 2004 | Дэвид Кобб       | 1,276 (0.10 %)  |
| 2008 | Маккинни, Синтия | 9,187 (0.47 %)  |
| 2012 | Стайн, Джилл     | 6,978 (0.35 %)  |
| 2016 | Стайн, Джилл     | 14,018 (0.7 %)  |